# Morfogenetska rezonancija
Morfogenetska rezonancija je pseudoznanstveni pojam koji je 1981. godine smislio dr. Rupert Sheldrake.
Tvrdi se da oblici i ponašanje organizama iz prošlosti utječu na organizme u sadašnjosti putem izravne veze izvan prostora i vremena. Prema njoj svi prirodni sustavi, uključujući i ljudsko društvo, nasljeđuju kolektivno sjećanje koje utječe na njihovu formu i ponašanje.
Ideja nema znanstvenih dokaza, a glavna kritika jest nedosljednost između njenog načela i dokaza iz genetike, embriologije, neuroznanosti i biokemije. Sheldrakeova popularizacija pseudoznanosti negativno utječe na povjerenje javnosti u prirodne znanosti.